# Bocești
Bocești – wieś w Rumunii, w okręgu Alba, w gminie Mogoș. W 2011 roku liczyła 7 mieszkańców.